# Fort Jungfernbusch

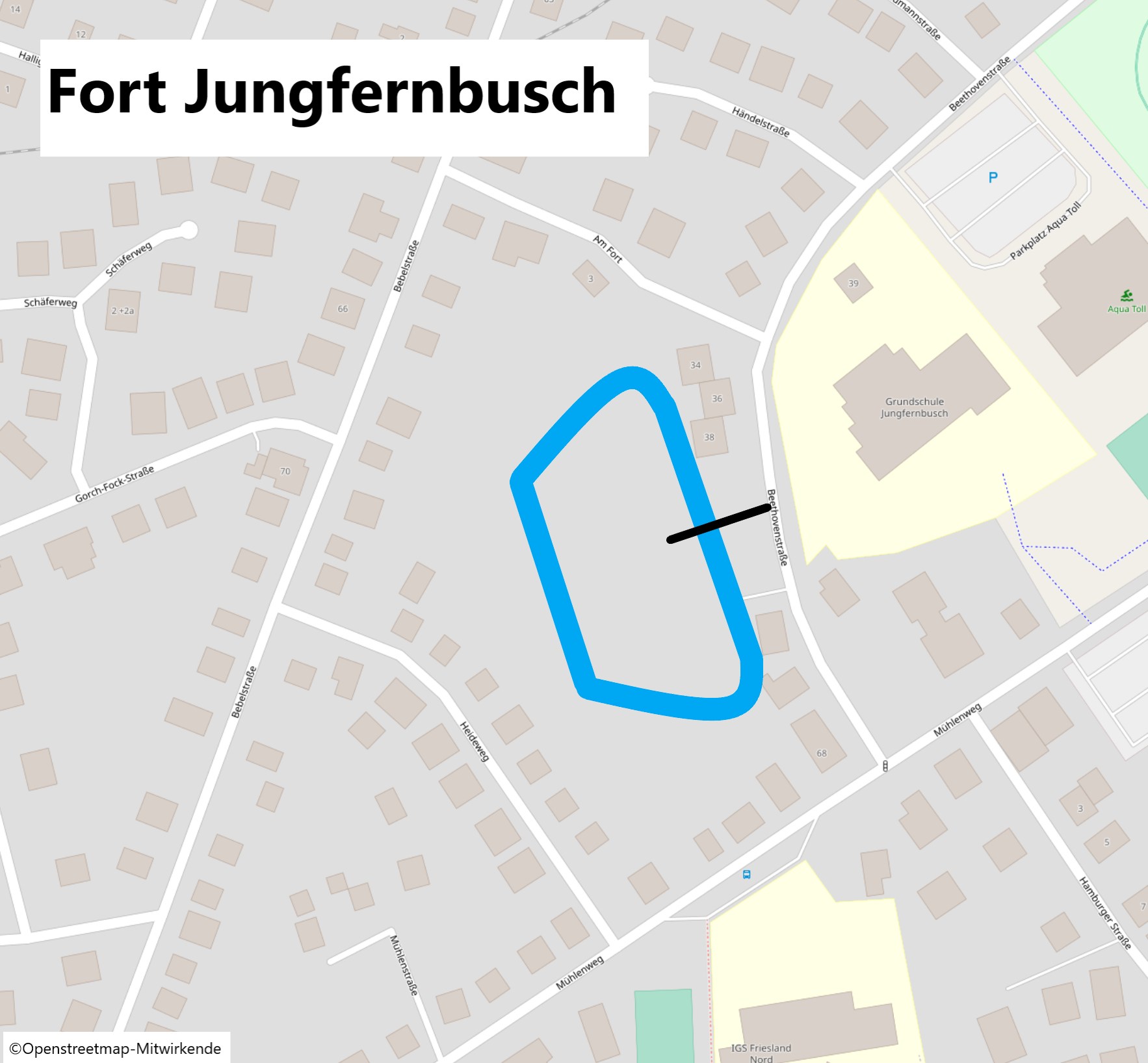
Umriss des Forts Jungfernbusch.

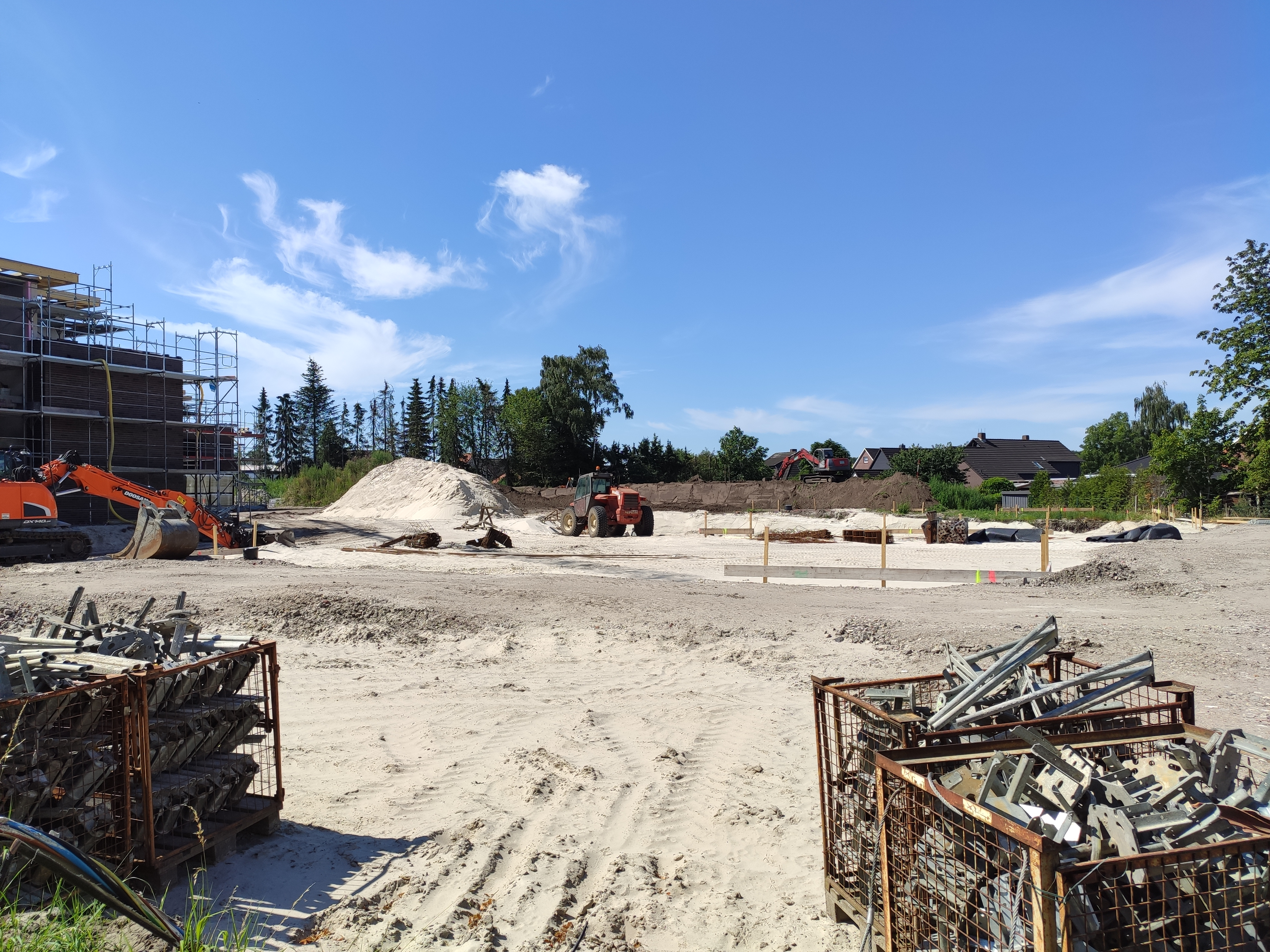
Der nördliche Bereich des ehemaligen Forts wird im Sommer 2020 überbaut.

Das Fort Jungfernbusch (auch Fort Heidmühle) war eine Befestigungsanlage zum Schutz des Kriegshafens Wilhelmshaven.

## Lage und Aufbau

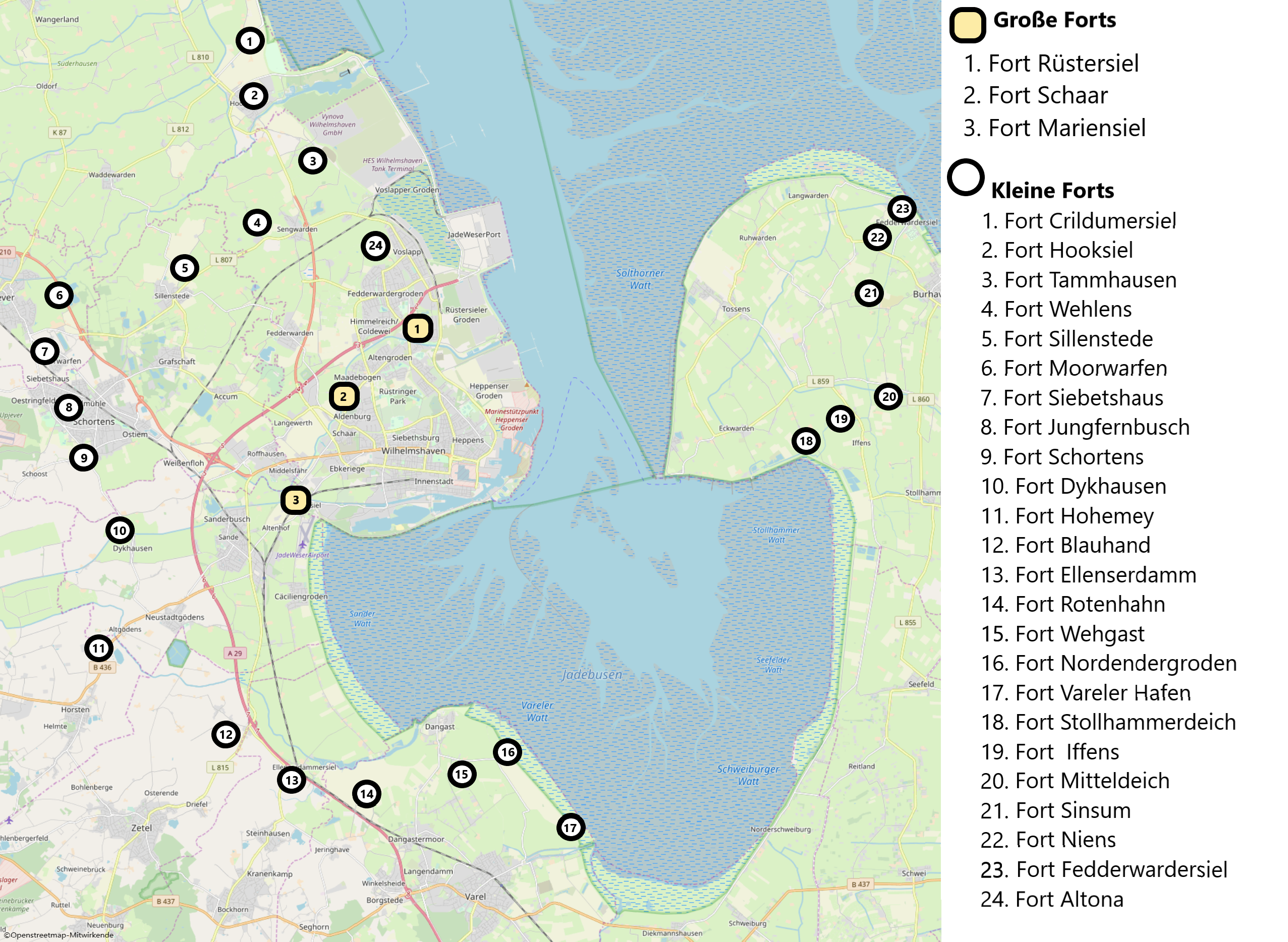
Position der Forts zum Schutz Wilhelmshavens.

Das Fort wurde als geschlossene Lünette errichtet. Die Anlage war für zwei Züge Infanterie (~80 Mann) ausgelegt. Die Anlage hatte ein Ausmaß von 180 Metern Länge und 100 Metern Breite. Sie Lag in Schortens zwischen dem Mühlenweg und der Bebelstraße. Heute ist kaum etwas von der Anlage zu erkennen.

## Geschichte
Das Fort Jungfernbusch vor dem Ersten Weltkrieg gebaut. Südlich des Forts lag die Flakbatterie Jungfernbusch und die Batterie Jungfernbusch. Während des Zweiten Weltkrieges war hier die ein FuMG 303 Freya Typ 41 G (fB) eingerichtet. Zum Schutz dieser Anlage befanden sich mehrere 2-cm-Flakwaffen auf der Anlage.